# Breutelia gracillima
Breutelia gracillima är en bladmossart som beskrevs av Brotherus in Mildbraed 1910. Breutelia gracillima ingår i släktet gullhårsmossor, och familjen Bartramiaceae. Inga underarter finns listade i Catalogue of Life.